# Giovanni Giudici (Schriftsteller)

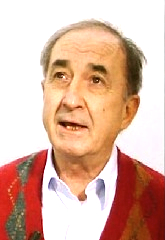
Giovanni Giudici 1992

Giovanni Giudici (* 26. Juni 1924 in Le Grazie; † 24. Mai 2011 in La Spezia) war ein italienischer Schriftsteller, Lyriker und Übersetzer.
Giudici studierte in Rom klassische Philologie. Seit 1948 zunächst als Journalist
tätig, arbeitete er von 1949 bis 1956 in einem amerikanischen Kulturbüro. Später wechselte er in die Werbe- und Presseabteilung der Firma Olivetti. Nach 1980 war Giudici Redakteur unter anderem bei der Zeitschrift L’Espresso und den Tageszeitungen Corriere della Sera und l’Unità. Als Autor veröffentlichte Giudici neben eigenen Prosa- und Essaywerken sowohl Übersetzungen aus dem Englischen und dem Russischen – wie etwa seine Version des Eugen Onegin von Alexander Puschkin – als auch Übertragungen von Werken Ezra Pounds und Sylvia Plaths.
Giovanni Giudici war mit Marina Bernardi verheiratet. Aus der Ehe gingen zwei Kinder hervor.

## Werke (Auswahl)
- La vita in versi. Mailand  1965.
- Autobiologia.  Mailand 1969.
- Il male dei creditori. Mailand 1977.
- Il ristorante dei morti. Mailand 1981.
- Salutz. Turin 1986.
- Quanto spera di campare Giovanni. Mailand 1993.
- Empie stelle. Mailand 1982.

- Eresia della sera. Mailand 1999.
- Meridiano: I versi della vita. Milano 2000.

Übersetzungen
- Alexander Puschkin: Eugenio Onegin. Versübersetzung 1976. Neuausgabe mit e. Vorwort von G. Folena. Mailand: Rizzoli  1983.
- Addio, proibito piangere e altri versi tradotti. (1955–1980). Torino, Einaudi, 1982.
- A una casa non sua. Nuovi versi tradotti (1955–1995). Milano, Mondadori  1997

Gedichte von John Donne, John Milton, John Dryden, Samuel Taylor Coleridge,  Ezra Pound, George Eliot, Richard Wilbur, Sylvia Plath u. a.

## Auszeichnungen
- 1986 Puschkin-Medaille
- 1987 Premio Bagutta
- 1992 Prix Librex Guggenheim
- 1996 Premio LericiPea[1]
- 1997 Antonio-Feltrinelli-Preis

Quelle: